# Phalcoboenus carunculatus

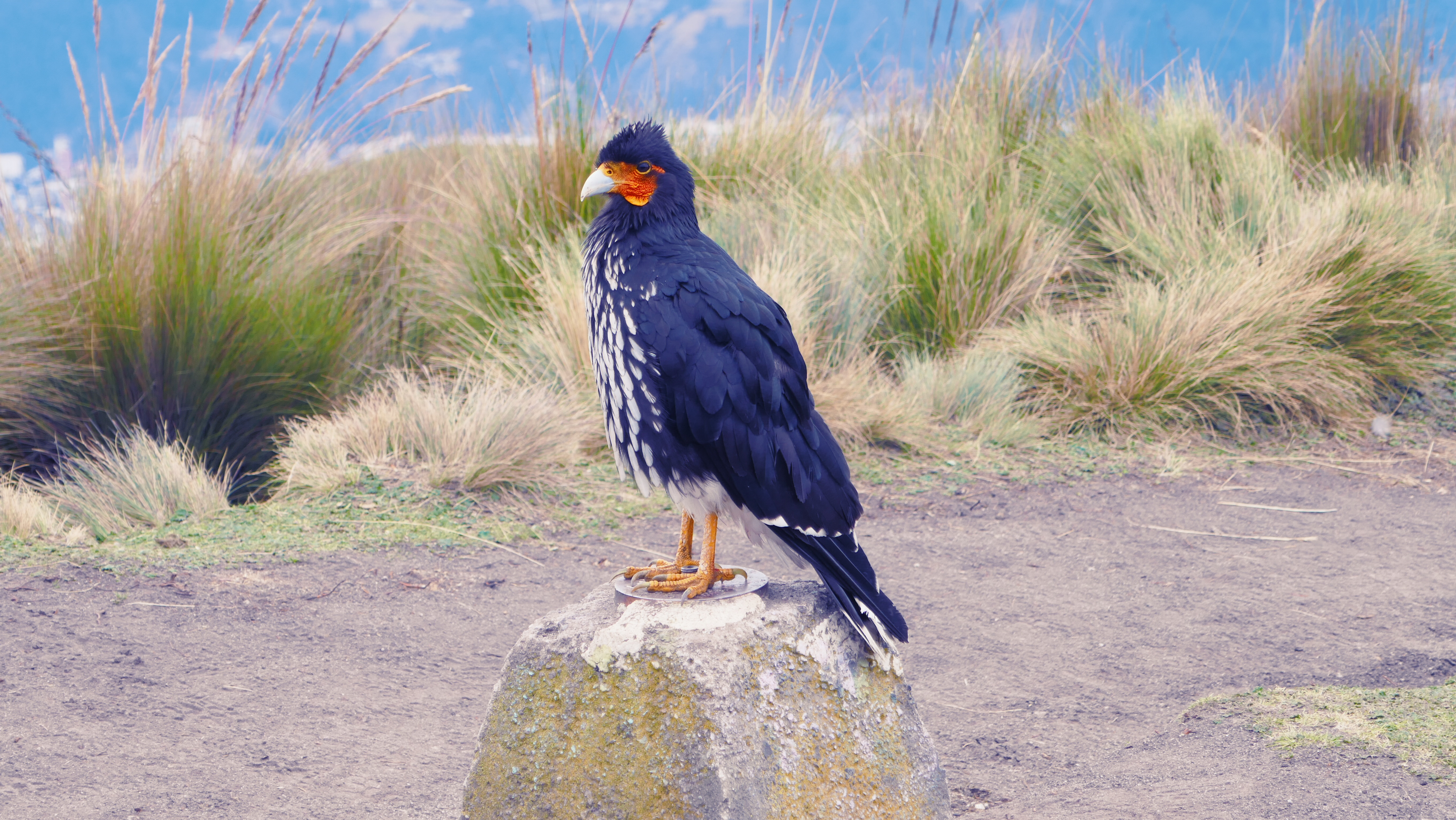
Un caranchos carunculados en la colina de Quito, el Rucu Pichincha

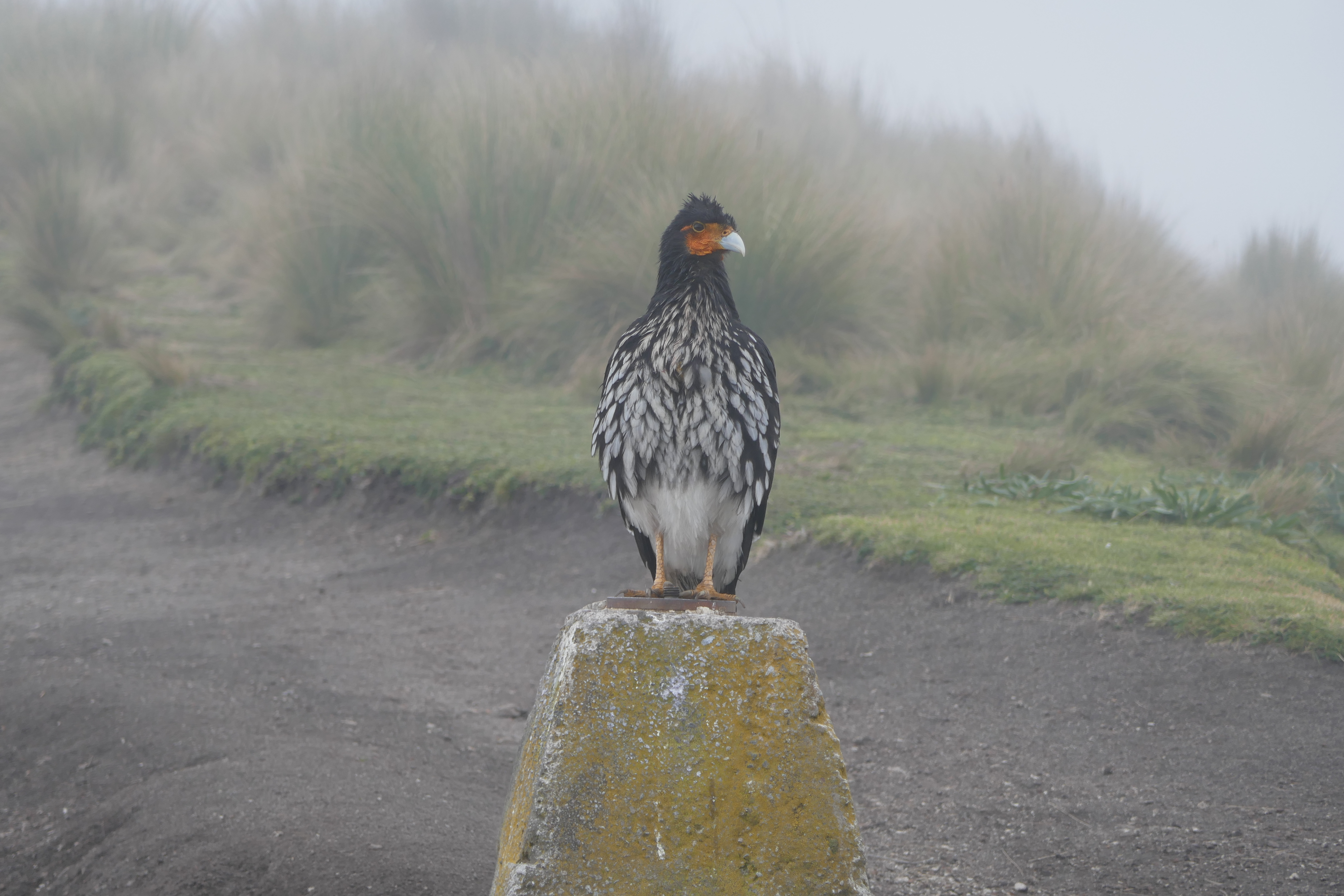

El carancho carunculado (Phalcoboenus carunculatus) es autóctono de América del Sur. Su distribución comprende el norte de los Andes. Se distribuye por el sur de Colombia, desde el Volcán de Puracé y en buena parte de la región andina de Ecuador. No se conocen subespecies.
Entre los nombres vernáculos está el de matamico parameño, curiquingue, matamico carunculado,  caracara paramuno y caraca curiquingue.

## Características
La longitud es de 51 a 56 cm. El aspecto de los adultos es similar al del caracara andino (Phalcoboenus megalopterus). Se diferencia en que el que tratamos aquí tiene el pecho y vientre blanco con conchas bien definidas color gris oscuro o negras. El plumaje de los jóvenes de esta especie son color castaño, el pico lo tienen oscuro y las patas son color hueso.

## Historia natural
Habita los pastizales típicos en su distribución. A una altitud que va de los 3.000 a 4.200 metros sobre el nivel del mar. Es un ave carroñera, como el resto de los caracaras, alimentándose principalmente de gusanos, semillas, pequeños vertebrados y artrópodos (insectos y otros invertebrados). Pasa gran parte del tiempo caminando por la tierra en busca de comida.
Su abundancia es común en ciertas partes de su área de distribución. Es un ave sedentaria, que realiza desplazamientos luego de la temporada de reproducción.
Se lo observa en grupos de siete a cuarenta individuos. Es posible ver un individuo solo o en pareja, pero tiende a unirse en grupos numerosos de hasta cien individuos. El nido puede ser en una grieta entre las rocas o construido entre las ramas de los árboles.

## Referencias

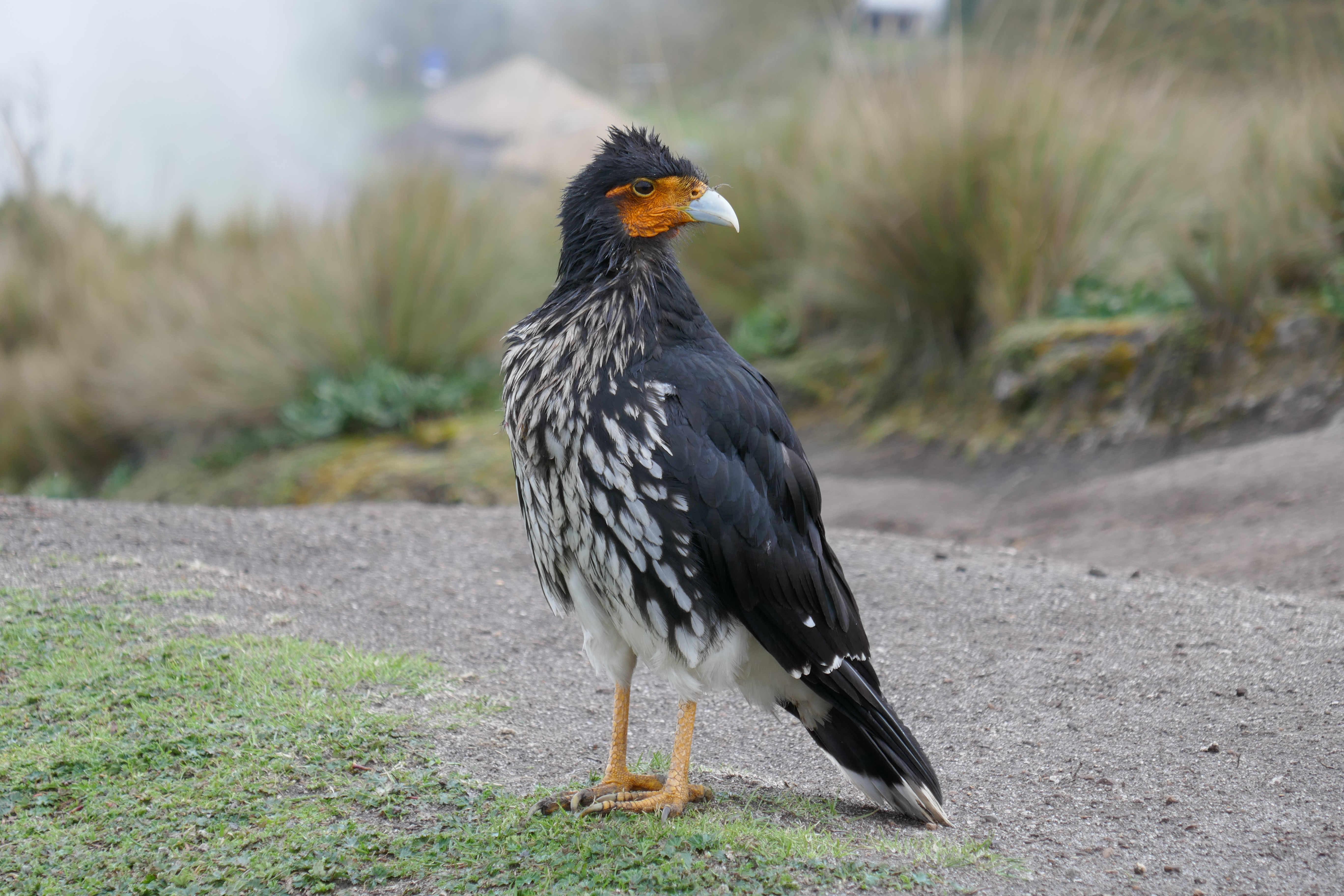